# Fuirena ciliaris
Fuirena ciliaris är en halvgräsart som först beskrevs av Carl von Linné, och fick sitt nu gällande namn av William Roxburgh. Fuirena ciliaris ingår i släktet Fuirena och familjen halvgräs. IUCN kategoriserar arten globalt som livskraftig.

## Underarter
Arten delas in i följande underarter:
- F. c. apetala
- F. c. ciliaris